# Keres

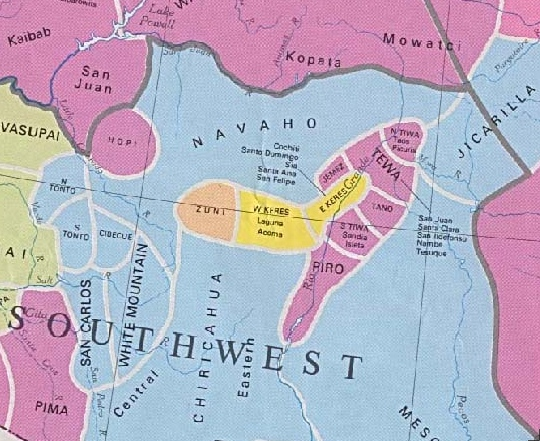
Localizzazione dei gruppi Keres nel sud-ovest degli Stati Uniti

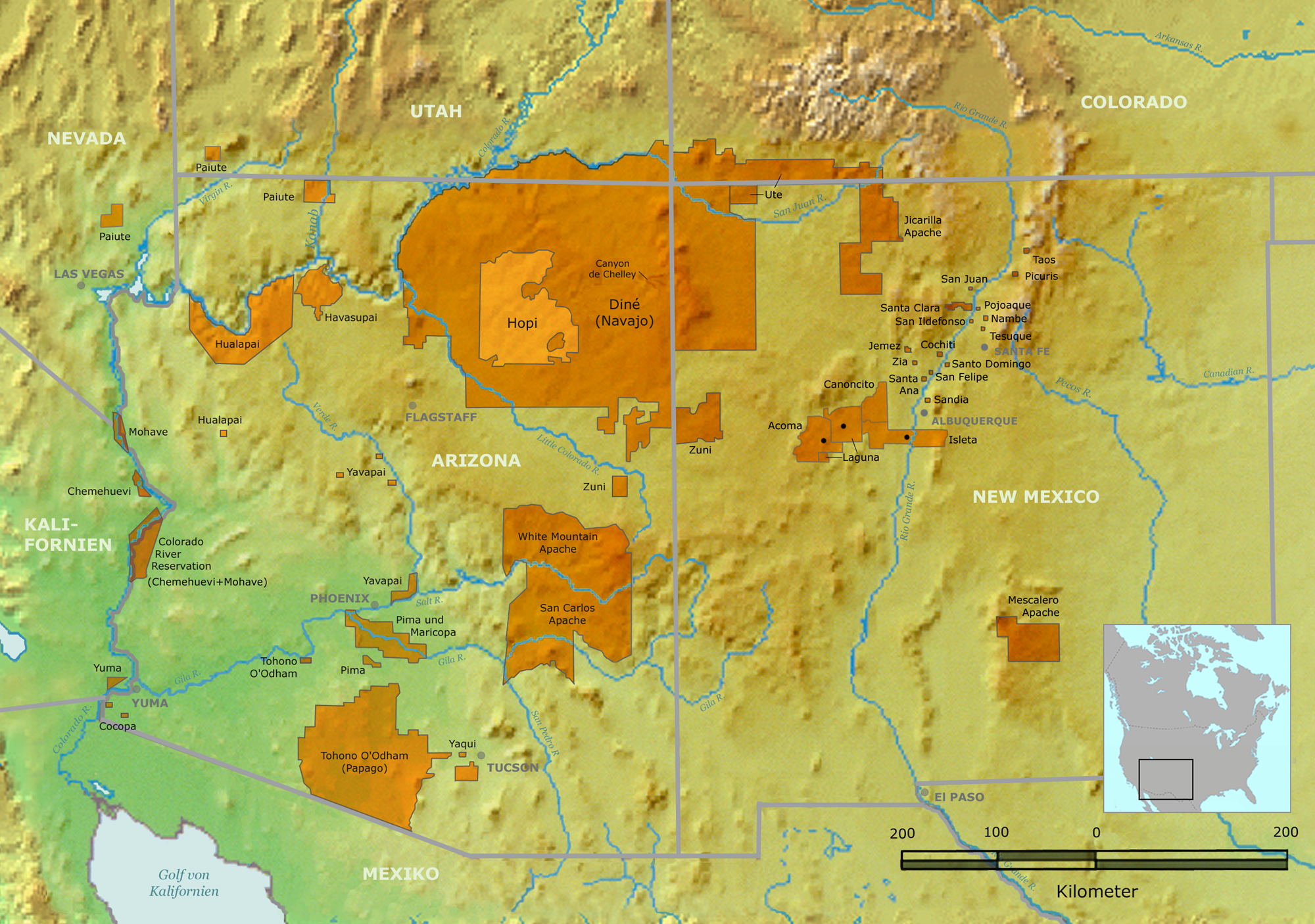
Pueblo keres

I Keres o Queres, sono una popolazione di nativi americani del Nuovo Messico che vivevano come altre tribù della zona sud-ovest del Nord America nei pueblo, particolari tipi di villaggi.
La loro lingua è il Keres (Keresan language), di cui si conoscono sette dialetti tra loro molto simili.
Si distinguono due gruppi:
- keres orientali, che si trovano lungo il Rio Grande fra Santa Fe e Albuquerque:
  - Cochiti Pueblo;
  - San Felipe Pueblo;
  - Santo Domingo Pueblo
  - Zia Pueblo;
  - Santa Ana Pueblo.
- keres occidentali che si trovano a ovest di Albuquerque:
  - Acoma Pueblo;
  - Laguna Pueblo.